# تپه اطراف شهر سوخته ۳۴۸
تپه اطراف شهر سوخته ۳۴۸ مربوط به هزاره سوم و دوم قبل از میلاد است و در شهرستان زابل، بخش شیب آب، دهستان لوتک، روستای حومه شهر سوخته، ۵ کیلومتری جنوب شرقی پایگاه باستان‌شناسی شهر سوخته واقع شده و این اثر در تاریخ ۱۳ آبان ۱۳۸۶ با شمارهٔ ثبت ۱۹۷۶۸ به‌عنوان یکی از آثار ملی ایران به ثبت رسیده‌است.